# Tottori prefektúra

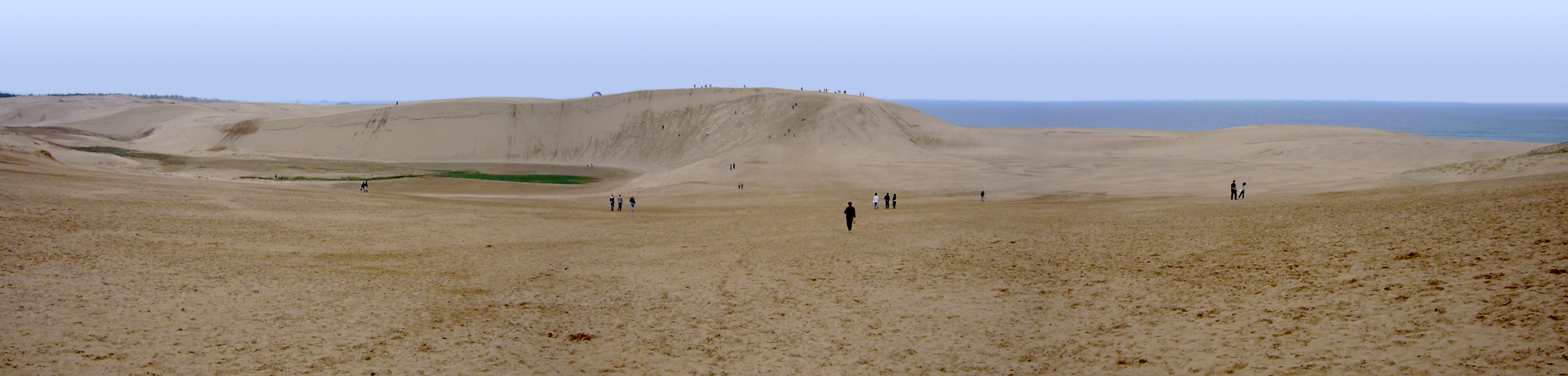
Tottori homokdűnék

Tottori prefektúra (japánul: 鳥取県, Tottori-ken) közigazgatási egység, Japán prefektúráinak egyike.
Honsú szigetén, a Csúgoku régióban található. Székhelye Tottori. Ez Japán leggyérebben lakott prefektúrája.

## Etimológia
A „Tottori” szó a japán nyelvben két kandzsiból tevődik össze. Az első (鳥) azt jelenti „madár” , a második (取) pedig azt, hogy „kap”. Ugyanis, a korábban ezen a területen élő lakosság a régióban található hatalmas vízi madár állományból tartotta fenn magát. A név először a Nihonsokiban jelenik meg.

## Történelem

### Korai történelem
Már a japán őskorban éltek emberek a mai Tottori prefektúra területén, ahogy azt a Dzsómon-kori (i. e. 14000–300) leletek, a Mukibanda Jajoi maradványok, is bizonyítják. Ebben a prefektúrában találhatók a Jajoi-kor (i. e. 300–i. sz. 250) legnagyobb településének maradványai Daiszen és Jonago városban, a Daiszen-hegy lábánál. Ezen felül számos kofun-kori (i. sz. 250–538) sír is felfedezhető a prefektúra egész területén. 645-ben, a Taika-reform idején a mai Tottori prefektúra területét ketté osztották, így létrejött Hóki és Ikebana tartomány.

### Kései történelem
A Taira–Minamoto-háború (1180–1185) idején Tottori a Taira-ellenes erők bázisává vált; ezek közül is mindinkább a prefektúra két temploma, a Daiszen-dzsi és a Szanbucu-dzsi. Később, a Kamakura-kor (1185–1333) elején kialakultak a sóen birtokok, hogy közvetlenül támogathassák a császári udvart és a különböző templomokat, majd ezután a Hadakozó fejedelemségek korában az egymást követő családok irányították a régiót; közülük is leghíresebb a Jamana család volt. Azonban az 1600-ban kitört Szekigaharai csata után a régióban elcsendesedtek a viszályok. A Tokugava-sógunátus a Tottori kastélyban helyezte el az Ikeda családot. A család meg is tartotta fennhatóságát az adott terület felett egészen az Edo-korig (1603–1868) és forrásai mind pénzügyileg, mind nyersanyag tekintetében támogatták a sógunátust.

### Modern kori történelem
Egészen az 1868-ban bekövetkező Meidzsi-restaurációig létezett a két tartomány, még nem 1888-ban meghúzták Tottori prefektúra végleges határait. Miután a 20. században Japán elfoglalta Koreát és Tajvant, valamint megalakult Manchukuo bábállam 1932-ben, Tottori kikötői fontos kereskedelmi csomóponttá váltak Japán és a gyarmati területek között. Később, a második világháború idején, 1943-ban egy hatalmas, 7,2 erősségű földrengés sújtotta Tottori városát, amely következtében a város 80%-a elpusztult és a környező területek is súlyos kárt szenvedtek. A háborút követően földreformot léptettek életbe, amely nagymértékben fellendítette a mezőgazdasági termelést.

## Földrajz

Tottori prefektúra képe

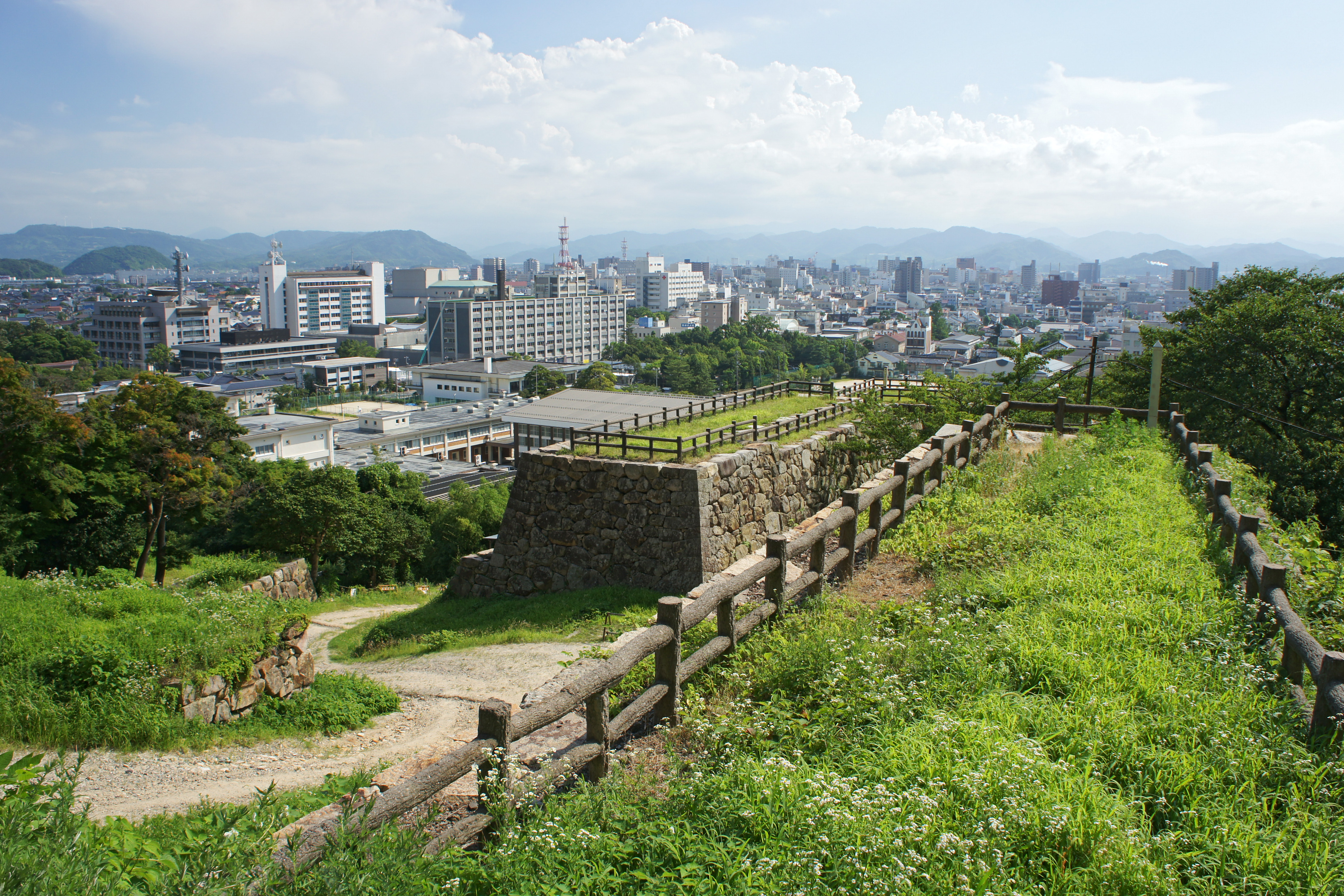
Tottori város

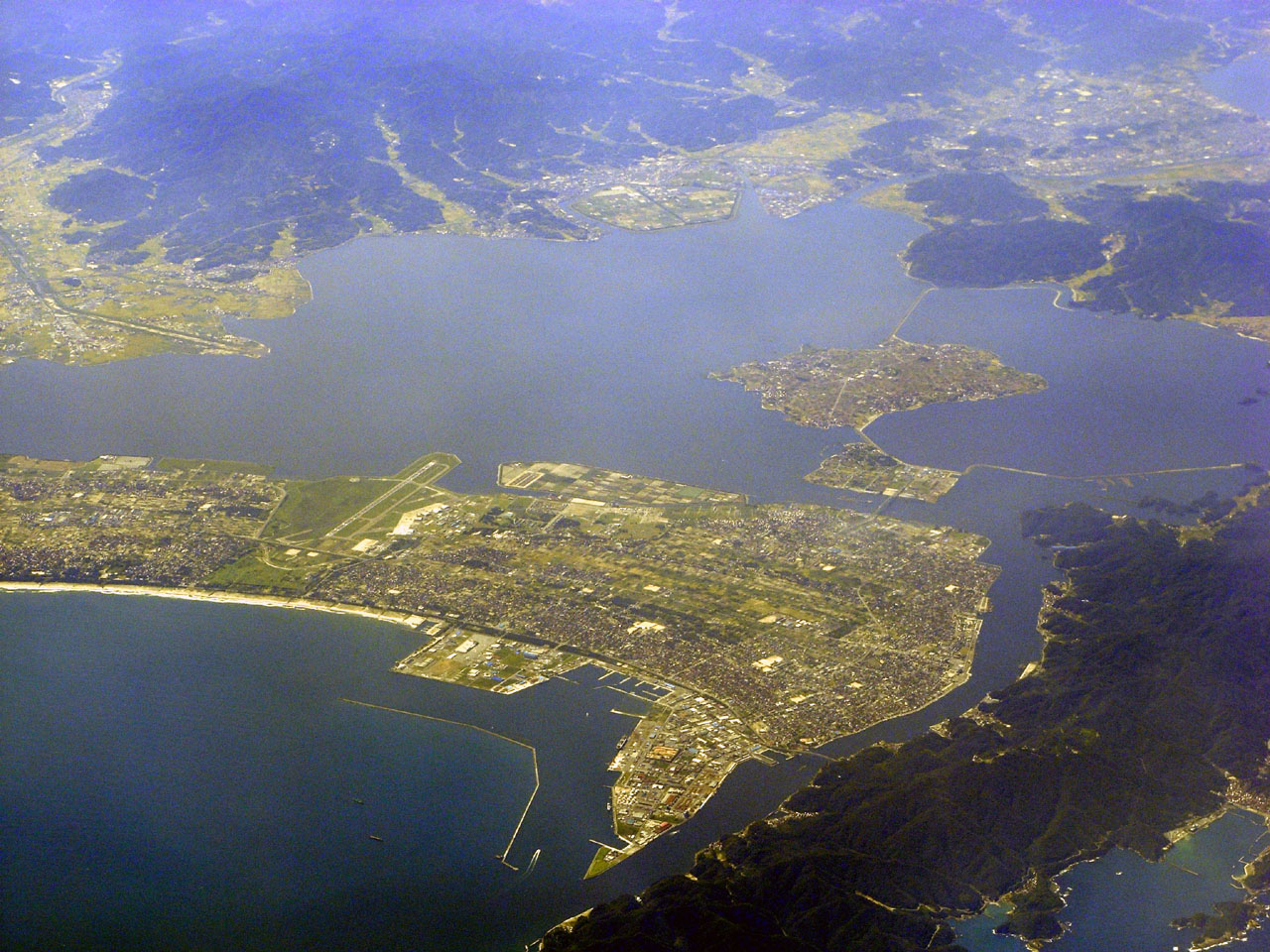
Szakaiminato

Tottori ad otthont a Tottori homokdűnéknek, amely Japán egyetlen és legnagyobb dűne rendszere. 2012. április 1-én a prefektúra 14%-át Nemzeti Parkká avatták; név szerint Daiszen-Oki Nemzeti Park, Szanin Kaigan Nemzeti Park, Hiba-Dógo-Taisaku Nemzeti Park, Hjónoszen-Usirojama-Nagiszan Nemzeti Park, Miszasza-Tógóko Nemzeti Park, Nisi Inaba Nemzeti Park és Okuhino Prefekturális Nemzeti Park.

### Nagyvárosok
Négy nagyváros található Tottori prefektúrában:
- Kurajosi
- Szakaiminato
- Tottori (székhely)
- Jonago

### Körzetek
| - Hino körzet - Hino - Kófu - Nicsinan | - Ivami körzet - Ivami | - Szaihaku körzet - Daiszen - Hiezu - Hóki - Nanbu | - Tóhaku körzet - Hokuei - Kotoura - Miszasza - Jurihama | - Jazu körzet - Csizu - Vakasza - Jazu |

## Demográfia
Tottori Japán leggyérebben lakott prefektúrája.

## Gazdaság
Tottori prefektúra főként a mezőgazdaságra épít és Japán jelentősebb városai igényt is tartanak termékeire. Néhány jelentősebb terméke például a japán körte, a nagaimo jamgyökér, japán scallion, negi és görögdinnye.

## Nyelv
Történelmileg a prefektúra széles körű nyelvi diverzitással rendelkezik, így manapság a hivatalos japán nyelv mellett számos más dialektust is használnak a lakosok. Ezek közül is a legtöbb a nyugati japán dialektusok csoportjába tartozik, amely magában foglalja a Csúgoku-i és az Umpaku-i nyelvjárásokat is.